# Alfred W. B. Vaz
Alfred W. B. Vaz (1933-Maputo, 20 de diciembre de 1986) fue un diplomático indio.

## Biografía
En 1956 entró al Servicio Exterior de India y fue capacitado en la Metcalfe House, Nueva Delhi.  En 1961 fue nombrado secretario de embajada de segunda clase en Varsovia bajo el embajador Lal Ram Sharan Singh y en 1964 se convirtió en Secretario de Primera Clase en Bruselas.
Entre el 6 de noviembre de 1968 y el 21 de mayo de 1971 se desempeñó como Cónsul General en Pyongyang (Corea del Norte). En agosto de 1971, durante la Guerra de Liberación de Bangladés, sirvió como director de coordinación en el Ministerio de Asuntos Exteriores en Nueva Delhi.
En 1976 fue ministro de embajada en El Cairo, designado como embajador en Kuala Lumpur (Malasia). Entre el 6 de enero de 1977 y el 30 de septiembre de 1980 fue Embajador en Antananarivo (Madagascar) con coacredicón en Moroni (Comoras) y Kuala Lumpur. Posteriormente fue Embajador den Bogotá (Colombia), desde el 5 de octubre de 1980 hasta el 19 de enero de 1985.
A partir del 8 de marzo de 1981 fue acreditado como enviado en La Paz (Ecuador). Desde enero de 1985 fue embajador en Maputo con coacreditación en Mbabane (Suazilandia).